# Nationale Onafhankelijke Partij
De Nationale Onafhankelijke Partij (Spaans: Partido Nacional Independiente) was een Mexicaanse politieke partij.
De partij werd opgericht in 1911 nadat dictator Porfirio Díaz omver was geworpen tijdens de Mexicaanse Revolutie. De partij had een radicaal programma, de partij stond voor volledige persvrijheid, een verbod op herverkiezing, het opbreken van grootgrondbezit, meer rechten voor de inheemse bevolking en wettelijke bescherming voor arbeiders.
Bij de presidentsverkiezingen van 1911 steunde de partij Francisco I. Madero in de presidentsverkiezingen en Francisco Vázquez Gómez in de verkiezingen voor de vicepresident. Bij de verkiezingen van 1913, waarvan de uitslag geannuleerd werd door Victoriano Huerta, steunde de partij Manuel Calero en Jesús Flores Magón.

## Presidentskandidaten
- 1911: Francisco I. Madero
- 1913: Manuel Calero

PAN · PRI · PVEM · PT · MC · Morena